# Забоже (Краківський повіт)
Забоже (пол. Zaborze) — село в Польщі, у гміні Сломники Краківського повіту Малопольського воєводства.
Населення — 368 осіб (2011).
У 1975-1998 роках село належало до Краківського воєводства.

## Демографія
Демографічна структура станом на 31 березня 2011 року:
|          | Загалом | Допрацездатний вік | Працездатний вік | Постпрацездатний вік |
| -------- | ------- | ------------------ | ---------------- | -------------------- |
| Чоловіки | 178     | 31                 | 134              | 13                   |
| Жінки    | 190     | 47                 | 109              | 34                   |
| Разом    | 368     | 78                 | 243              | 47                   |